# John Bull (kompozytor)
John Bull (ur. w 1562 lub 1563, zm. 12/13 marca 1628 w Antwerpii) – angielski kompozytor i organista, wirtuoz wirginału.
Urodził się w Somerset lub w Old Radnor w Walii . Około 1573 roku wstąpił do chóru przy Chapel Royal, gdzie odebrał edukację muzyczną u Williama Blithemana. Po ukończeniu nauki w 1582 roku pracował początkowo jako organista katedry w Hereford, by w 1585 roku powrócić do Chapel Royal jako jej członek. Po śmierci Blithemana w 1591 roku został organistą Chapel Royal. Uzyskał stopień bakałarza (1586) i doktora (1592) na Uniwersytecie Oksfordzkim. W latach 1596–1607 piastował posadę profesora w nowo utworzonym Gresham College. W 1613 roku został oskarżony o cudzołóstwo, na skutek czego musiał uciekać z Anglii. Początkowo przebywał w Brukseli na dworze arcyksięcia Albrechta, będąc organistą jego nadwornej kapeli. W 1617 roku osiadł na stałe w Antwerpii, gdzie do końca życia był organistą tamtejszej katedry.
Pisał utwory na instrumenty klawiszowe, z których do czasów współczesnych zachowało się około 150 kompozycji. Część z nich umieszczona została w opublikowanym w 1611 roku zbiorze Parthenia. Tworzył głównie utwory na wirginał: tańce, wariacje, preludia i fantazje, ale także świeckie i religijne utwory wokalne i utwory na wiole. Kompozycje Bulla charakteryzują się szybkimi pasażami, pochodami w równoległych tercjach i łamanymi akordami.